# PSV青年隊
PSV青年隊（荷蘭語：Jong PSV），荷蘭職業足球會，現時於荷乙作賽。
球隊是PSV燕豪芬的二隊，於2013/14球季加入荷乙

## 外部連結
- JupilerLeague.nl – official 荷乙官網 （荷兰文）
- KNVB.nl （页面存档备份，存于） – 官網KNVB （荷兰文） / （英文）
- League321.com （页面存档备份，存于） – Dutch 足球聯賽 tables, records & statistics database （英文）